# Peter Andreas Jensen

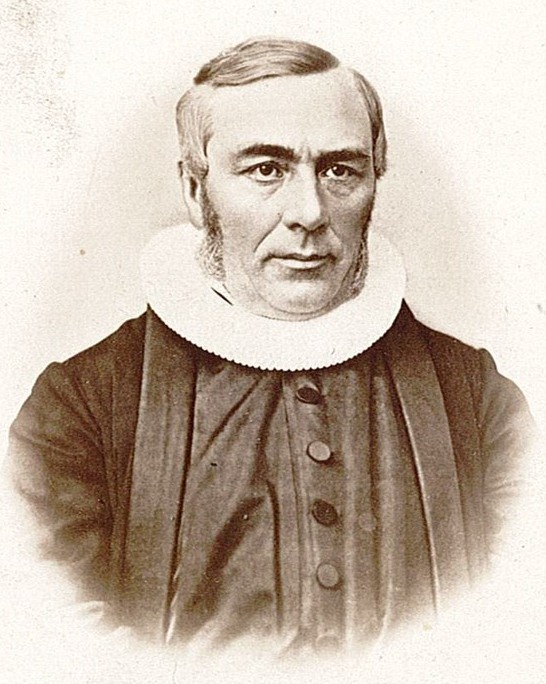
Peter Andreas Jensen.

Peter Andreas Jensen, född den 22 december 1812 i Bergen, död den 15 juni 1867 i Kristiania, var en norsk präst och författare.
Jensen blev student 1831 och tog teologisk examen 1836.
Efter någon tids lärarverksamhet gick han vidare till församlingstjänst, först 1843-48 i Lindås, därefter i Aker, och utnämndes 1849 till lärare i kateketik vid det praktisk-teologiska seminariet.
1859 blev han stiftsprost (domprost) i Kristiania stift och kyrkoherde i Vor frelsers församling i Kristiania.
Jensens förnämsta skrifter är Et snes digtninger (1838), Blade af min mappe (1849), Dramatiske digtninger (1852), Kongens magt (1853), Freidighed i Herren, hundrede nye psalmer (1855), En erindring (1857) och Kirkeaaret, en julegave til menigheden (1861).
Som dramatiker var Jensen starkt påverkad av Öhlenschläger; större självständighet lade han i dagen som tillfällighetstalare och psalmdiktare.
I norska folkskolans historia vann han ett ansett namn genom sina läroböcker i religion - en biblisk historia utkom i 11 upplagor - och i synnerhet genom sin innehållsrika Læsebog for folkeskolen og folkehjemmet (1863; 6 upplagor).